# Федерація футзалу Києва
Федерація футзалу міста Києва — міська громадська спортивна організація, створена у 1997 році, офіційно зареєстрована 30 січня 1998 року. Є колективним членом Федерації футболу Києва і Асоціації футзалу України. Головна мета її діяльності — сприяння розвитку і популяризації футзалу в Києві.

## Історія
Перші футзальні команди в Києві були утворені у 1992-93 рр. У той період часу міські змагання з футзалу практично не проводилося, лише гралися окремі товариські матчі. Прообразом чемпіонату Києва з футзалу можна вважати Кубок Претіча, який відбувся в грудні 1995 року. Організатор турніру - Леонід Матьков. Переможцем турніру стала команда «Адамас» (колишній «Зварювальник»).
Для проведення міських змагань з футзалу необхідно було створити структуру, завданням якої стала б організація і контроль за проведенням аматорських змагань у Києві, підготовка молодих гравців і арбітрів для виступу у всеукраїнських змаганнях. Підготовча робота для створення такої організації велася протягом 1996-97 рр. Федерація футзалу м. Києва (ФФзК) була створена у 1997 році, а офіційно зареєстрована 30 січня 1998 року. Організаторами виступили футзальні команди «Інтеркас» (Станіслав Гончаренко) і «КИЙ» (Андрій Голякевич), а також Леонід Матьков, Віталій Олійник і Станіслав Туржанський. Першим президентом ФФзК був обраний Микола Підмогильний, генеральним директором - Леонід Матьков.
У сезоні 1997/98 був проведений перший відкритий чемпіонат Києва з футзалу, який мав статус першості України (друга ліга, центральна зона). Такі чемпіонати зі статусом центральної зони другої ліги проводилися до сезону 2007/08 включно. У 2009-2011 рр. вони не проводилися.
З 2005 року Федерацією керував Леонід Матьков. Саме завдяки його енергії і організаторським здібностям змагання набули по-справжньому масовий характер. Але влітку 2011 року Леонід Матьков трагічно загинув. Виконувачем обов'язки президента (генеральним директором) організації став Сергій Кравцов. Інші посади в адміністрації посідали: Олександр Люлін - виконавчий директор, Віталій Олійник - голова колегії арбітрів, Борис Басов, Сергій Гроховецький, Руслан Хоботов.
Будучи колективним членом Асоціації міні-футболу (футзалу) України і Федерації футболу міста Києва, ФФзК всі ці роки ставила завдання розвитку футзалу у столиці і всій країні шляхом проведення змагань, підготовки арбітрів та інспекторів. У різні роки Комітет арбітрів ФФзК очолювали Василь Кузьменко, Володимир Фролов і Віталій Олійник.
Багато років київський футзал був насичений безліччю самостійних турнірів, які не дуже відрізнялися один від одного в плані організації. Восени 2012 року Федерація футзалу Києва і Українська Умбро Ліга об'єднали свої зусилля для створення єдиного офіційного чемпіонату міста. Було створено базу для проведення чемпіонату, до якої увійшли два найкращих київських зали, комітет арбітрів, інспекторський комітет, контрольно-дисциплінарний комітет і комітет з проведення дитячих змагань. Суперліга чемпіонату Києва знову отримала статус центральної зони другої ліги першості України.
Навесні 2013 р. пройшла Конференція ФФзК, на якій було обрано новий керівний склад організації.

## Організаційна структура
З 2018 року у складі Федерації функціонують 6 комітетів і одна комісія.
Комітет з проведення змагань
- Відповідає за проведення всіх змагань під егідою ФФзК
- Забезпечує змагання майданчиками, інвентарем, персоналом
- Відповідає за складання розкладу змагань
- Слідкує за виконанням регламенту змагань
- Веде статистику змагань
- Контролює вирішення спірних питань
- Відповідає за наявність своєчасної та достовірної інформації на сайті ФФзК

Голова комітету – Віталій Лозинський, заступник голови ФФзК, член Виконкому
Комісія арбітрів
- Забезпечує підготовку та навчання футзальних арбітрів
- Слідкує за  оновленням футзальних правил
- Інспектує, аналізує та оцінює роботу арбітрів
- Бере участь у вирішенні спірних питань щодо суддівства
- Відповідає за призначення арбітрів для всіх змагань під егідою ФФзК

Голова комісії – Віталій Олійник, заступник голови ФФзК, член Виконкому
Комітет жіночого футзалу
- Забезпечує підготовку та проведення футзальних змагань серед жінок
- Відповідає за складання розкладу змагань
- Слідкує за виконанням регламенту змагань
- Веде статистику змагань
- Контролює вирішення спірних питань

Голова комітету – Андрій Білоус, член Виконкому
Комітет дитячого футзалу
- Забезпечує підготовку та проведення футзальних змагань серед дітей
- Відповідає за складання розкладу змагань
- Слідкує за виконанням регламенту змагань
- Веде статистику змагань
- Контролює вирішення спірних питань

Голова комітету – Микола Соколовський, член Виконкому
Комітет футзалу ветеранів
- Забезпечує підготовку та проведення футзальних змагань серед ветеранів
- Відповідає за складання розкладу змагань
- Слідкує за виконанням регламенту змагань
- Веде статистику змагань
- Контролює вирішення спірних питань

Голова комітету станом на січень 2020 року не призначений.
Комітет розвитку та маркетингу
- Відповідає за взаємодію зі спонсорами та партнерами
- Контролює виконання зобов’язань щодо спонсорів та партнерів ФФзК
- Відповідає за маркетингову політику ФФзК
- Контролює  життєдіяльність сайту ФФзК
- Контролює  медіа інфраструктуру та технічне забезпечення ФФзК
- Забезпечує проведення урочистих подій (нагородження, жеребкування тощо)
- Відповідає за взаємодію зі спонсорами та партнерами
- Контролює виконання зобов’язань щодо спонсорів та партнерів ФФзК
- Контролює  медіа інфраструктуру та технічне забезпечення ФФзК
- Забезпечує проведення урочистих подій (нагородження, жеребкування тощо)

Голова комітету – Денис Білоусов, віцепрезидент ФФзК
Комітет журналістики
- Відповідає за висвітлення подій та життя ФФзК
- Виконує призначення журналістів на матчі турнірів під егідою ФФзК
- Висвітлює окремі вагомі події (нагородження, жеребкування тощо)
- Відповідає за зміст і вихід друкованого видання ФФзК
- Контролює появу матеріалів на сайті ФФзК
- Сприяє підготовці періодичних відеопрограм
- Від імені ФФзК веде спілкування із ЗМІ та у соцмережах

Голова комітету станом на січень 2020 року не призначений.

## Основна інформація
Інформація станом на серпень 2020 року.
| Показник                            | К-сть                       |
| ----------------------------------- | --------------------------- |
| Колективних членів ФФзК             | 18                          |
| Асоціацій, товариств                | 6                           |
| Майданчиків для професійних змагань | 4                           |
| Майданчиків для аматорських змагань | 6                           |
| Арбітрів                            | 32                          |
| СДЮШОР і ДЮСШ                       | спеціалізовані відсутні / 3 |

## Турніри
Під егідою Київської міської федерації футзалу постійно відбуваються наступні змагання:
- Чемпіонат Києва з футзалу
- Жіночий чемпіонат Києва з футзалу
- Дитячий чемпіонат Києва з футзалу
- Кубок Києва з футзалу
- Суперкубок Києва з футзалу
- Akvilon Sun Cup
- Автоліга
- Банківська футзальна ліга
- Меморіал Леоніда Матькова
- Summer Futsal Fest (спільно з АФЛУ)
- Літній турнір ПБГ «Ковальська»
- Umbro Hot Cup
- Dou.ua Cup

## Керівництво
| ПІБ керівника       | Посада             |
| ------------------- | ------------------ |
| Руслан Хоботов      | Голова федерації   |
| Павло Присяжнюк     | Заступник голови   |
| Денис Білоусов      | Заступник голови   |
| Віталій Олійник     | Заступник голови   |
| Віталій Лозинський  | Заступник голови   |
| Микола Соколовський | Виконавчий комітет |
| Інна Дідич          | Виконавчий комітет |

## Голови Федерації футзалу міста Києва (історія)
|    | ПІБ голови федерації | Строк          |
| -- | -------------------- | -------------- |
| 1. | Микола Підмогильний  | 1997 — 2005    |
| 2. | Леонід Матьков       | 1999 — 2004    |
| 3. | Ігор Анікушкін       | 2004           |
| 4. | Леонід Матьков       | 2005 — 2011    |
| 5. | Сергій Кравцов       | 2011 — 2013    |
| 6. | Павло Присяжнюк      | 2013 — 2017    |
| 7. | Микола Сергієнко     | 2017 — 2018    |
| 8. | Руслан Хоботов       | з 2018 — н. ч. |

## Контакти
- адреса: Україна, 03148, м. Київ, вул. Івана Дзюби, 3, офіс 19
- сайт: futsalkyiv.com